# Mláky (potok)
Mláky (nebo i Východnianka) je potok na Liptově, v západní části okresu Poprad a ve východní části okresu Liptovský Mikuláš. Je to pravostranný přítok Bielého Váhu, má délku 14,7 km a je tokem IV. řádu.

## Vznik
Mláky jsou jedním z vodních toků, které vznikají bifurkací. Odděluje se od koryta Belianského potoka v Tatranském podhůří jižně od osady Tri studničky v nadmořské výšce přibližně 1118 m, na katastrálním území Štrbské Pleso.

## Popis toku
Od osady Tri studničky teče nejprve směrem na jihozápad přes lokalitu Mláky, esovitě se stáčí, zleva se odděluje vedlejší koryto (teče nejprve na jih, pak na jihovýchod a jižně od lokality Mláky se spojuje s korytem Belianského potoka) a Mláky samy tečou směrem na jih, přičemž vtékají do Liptovské kotliny. Zde potok nejprve přibírá krátký pravostranný přítok od Pálenice, Následně vytváří výrazný oblouk prohnutý na západ, zároveň teče souběžně s korytem Grúňového potoka na levém břehu, a společně ze tří stran obtékají masiv Hrubého Grúně na východě. Jižně od Hrubého Grúně teče okrajem lokality Čierťaž na pravém břehu, vzdaluje se od koryta Grúňového potoka a koryto se esovitě ohýbá na východ. Dále se potok prudce stáčí na jihozápad, podtéká těleso dálnice D1, koryto mění směr toku více na jihojihozápad a protéká intravilán obce Východná. Pod obcí se znovu stáčí, na krátkém úseku teče na jih a jihozápadně od středu Východné se vlévá do Bielého Váhu.

## Geomorfologické celky
- Podtatranská kotlina, geomorfologické podcelky:
  - Tatranské podhůří
  - Liptovská kotlina (geomorfologická část Hybianska pahorkatina)

## Přítoky
Nepřibývá žádné významné přítoky s výjimkou jediného krátkého pravostranného potoka na horním toku z oblasti Pálenice.

## Ústí
Do Bielého Váhu ústí jihojihozápadně od středu obce Východná v nadmořské výšce 706 m.

## Obce
Potok protéká přes dvě katastrální území:
- Štrbské Pleso, neobývaným a hustě zalesněným územím na východ od osady Podbanské
- Východná, přes převážně nezalesněné, resp. pouze řídce zalesněné území, jakož i intravilán této obce